# 3067 Akhmatova
Akhmatova (asteroide 3067) é um asteroide da cintura principal, a 1,9355077 UA. Possui uma excentricidade de 0,1380794 e um período orbital de 1 229,08 dias (3,37 anos).
Akhmatova tem uma velocidade orbital média de 19,87599637 km/s e uma inclinação de 4,52337º.
Este asteroide foi descoberto em 14 de Outubro de 1982 por Lyudmila Karachkina.
O seu nome é uma homenagem à poetisa russa Anna Akhmatova.